# 卓著出版社
卓著出版社簡稱卓著，於1993年由卓錦炎與卓錦漢倆兄弟創立於高雄台灣。簡譜、五線譜、烏克麗麗四弦譜、吉他六弦譜、藝人創作寫真樂譜書等五大類。

## 歷史
1993年卓錦炎與卓錦漢兩兄弟研發出「二代簡譜」(和聲功能譜),並正式發行最新排行與永難忘懷情歌集兩大經典著作。
2005年開始與北京人民音樂出版社、上海音樂出版社、湖南文藝出版社、安徽文藝出版社、遼寧春風文藝出版社等大陸各省知名出版社，授權合作簡體版音樂圖書的出版發行。
2009年成立卓著文化事業有限公司。
2019年成立卓著傳媒科技有限公司，並轉型為音樂傳媒活動規劃與線上雲端教育平台，團隊致力於研發系統教材並建立線上樂譜資料庫，用現代科技結合智能音樂教育系統和雲端樂譜曲庫，讓學習音樂更簡單、更方便、更便宜。

## 出版品
主要出版型態可區分流行音樂系統教材與各類樂譜兩種。
從樂譜型態又可區分成簡譜、五線譜、烏克麗麗四弦譜、吉他六弦譜、藝人創作寫真樂譜書...等五大類。
截至2021年底，旗下出版品已包含了50餘種系列，總共收錄將近1萬7千首歌曲樂譜資料，囊括國、英、日、韓、台、粵、客等語言，並以《定期雙月刊》和《不定期期刊》方式，委由卓著文化事業有限公司發行。
最具代表的週期性期刊包含：
1. 《最新排行》簡譜系列(樂隊小總譜)，每60天出版一冊，截至2021年12月，已發行155冊。
2. 《流行豆芽譜》(鋼琴彈奏) 五線譜系列，每60天出版一冊，截至2021年12月，已發行99冊。其收錄歌曲跨越近50年的歷史。

### 二代簡譜
卓著出版社發展出二代簡譜，是一些音樂節目的指定參考樂譜。在台灣大型歌唱比賽、電視選秀節目中（如：華人星光大道 、康熙來了、大學生了沒、週日狂熱夜…等節目），被指定為專業樂隊使用樂譜；並從2005年開始，在大陸與人民音樂出版社 、上海音樂出版社 、湖南文藝出版社、安徽文藝出版社、春風文藝出版社等各省國營出版社有音樂圖書的授權合作。

## 外部連結
- 卓著音樂資訊網 （页面存档备份，存于）